# Textualism (drept)
Textualismul este o teorie formalistă în care interpretarea legii se bazează exclusiv pe sensul obișnuit al textului juridic, unde nu se iau în considerare sursele⁠(d) netextuale, cum ar fi intenția⁠(d) legii atunci când a fost adoptată, problematica pe care era menită să o trateze, sau chestiuni semnificative privind dreptatea sau rectitudinea⁠(d) legii.